# Perímetro mojado

Superficie de la sección transversal de un canal abierto trapezoidal, resaltado en rojo el perímetro mojado

En hidráulica, el perímetro mojado es el perímetro de la superficie de la sección transversal, de un conducto por donde circula un líquido, que está en contacto con dicho líquido.
El término perímetro mojado es común en aplicaciones de ingeniería civil, ingeniería ambiental, hidrología, geomorfología y transferencia de calor. Se asocia con el diámetro hidráulico o radio hidráulico.
El perímetro mojado se puede definir matemáticamente como:
{\displaystyle P=\sum _{i=0}^{\infty }{l_{i}}}
donde li Es la longitud de cada superficie en contacto con el cuerpo acuoso.
En flujo en canales abiertos, el perímetro mojado se define como la longitud del fondo y los lados del canal en contacto directo con el cuerpo acuoso. Las pérdidas por fricción generalmente aumentan cuando el perímetro mojado crece, lo que resulta en una disminución en cabeza.
Cuando un canal es mucho más ancho que profundo, el perímetro mojado se aproxima al ancho del canal.